# Католицизм в Науру

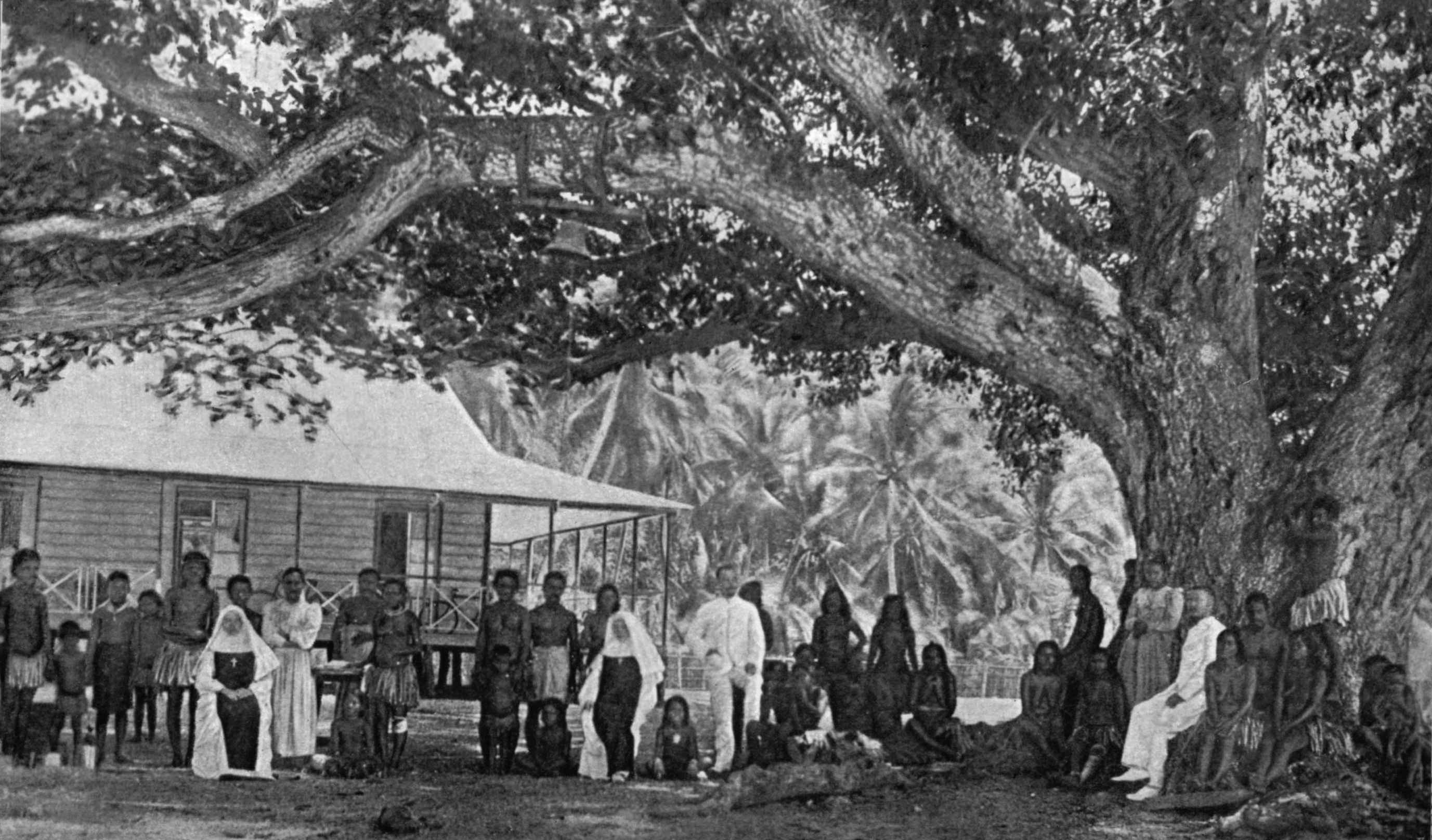
Католическая миссия среди жителей Науру, 1914 г.

Католицизм на Науру или Католическая церковь на Науру является частью всемирной Католической церкви. Численность католиков на Науру составляет около 3 тысяч человек (33,2 % от общей численности населения).

## История
До прибытия европейцев на Науру жители этого острова придерживались анимизма. В 1888 году на Науру прибыли первые католические и протестантские миссионеры из Германии.
В 1897 году Святой Престол образовал апостольский викариат островов Гилберта, который распространял свою юрисдикцию и на Науру. В 1966 году апостольский викариат островов Гилберта был преобразован в епархию Таравы, которая в 1978 году была переименована в епархию Таравы, Науру и Фунафути. В 1982 году епархия Таравы, Науру и Фунафути была разделена на миссию Sui iuris Фунафути и епархию Таравы и Науру.

## В настоящее время
Рождество и Пасха являются на Науру государственными праздниками. Католическая церковь играет важную социальную, образовательную роль в жизни общества.
1 июня 1992 года Римский папа Иоанн Павел II издал бреве Ad firmiores reddendas, которым учредил апостольскую нунциатуру в Науру.

## Источник
- Breve Ad firmiores reddendas, AAS 84 (1992), стр. 1060